# Heterlimnius koebelei
Heterlimnius koebelei là một loài bọ cánh cứng trong họ Elmidae. Loài này được Martin miêu tả khoa học năm 1927.